# 崔俊基
崔 俊基（チェ・ジュンギ、1994年4月13日 - ）は、韓国出身のサッカー選手。Kリーグチャレンジ・全南ドラゴンズ所属。ポジションはディフェンダー（DF）。

## 来歴
2017年3月、韓国の延世大学校よりザスパクサツ群馬に入団。
2018年、城南FCへ完全移籍。

## 所属クラブ
ユース経歴
- 蔚山現代ジュニアユース
- 輔仁高等学校
- 延世大学校

プロクラブ経歴
- 2017年  ザスパクサツ群馬
- 2018年  城南FC
- 2019年 -  全南ドラゴンズ

## 個人成績
| 国内大会個人成績 | 国内大会個人成績 | 国内大会個人成績 | 国内大会個人成績 | 国内大会個人成績 | 国内大会個人成績 | 国内大会個人成績 | 国内大会個人成績 | 国内大会個人成績 | 国内大会個人成績 | 国内大会個人成績 | 国内大会個人成績 |
| 年度             | クラブ           | 背番号           | リーグ           | リーグ戦         | リーグ戦         | リーグ杯         | リーグ杯         | オープン杯       | オープン杯       | 期間通算         | 期間通算         |
| 年度             | クラブ           | 背番号           | リーグ           | 出場             | 得点             | 出場             | 得点             | 出場             | 得点             | 出場             | 得点             |
| 日本             | 日本             | 日本             | 日本             | リーグ戦         | リーグ戦         | リーグ杯         | リーグ杯         | 天皇杯           | 天皇杯           | 期間通算         | 期間通算         |
| ---------------- | ---------------- | ---------------- | ---------------- | ---------------- | ---------------- | ---------------- | ---------------- | ---------------- | ---------------- | ---------------- | ---------------- |
| 2017             | 群馬             | 36               | J2               | 21               | 1                | -                | -                | 0                | 0                | 21               | 1                |
| 通算             | 日本             | 日本             | J2               | 21               | 1                | -                | -                | 0                | 0                | 21               | 1                |
| 総通算           | 総通算           | 総通算           | 総通算           | 21               | 1                | -                | -                | 0                | 0                | 21               | 1                |

- Jリーグ初出場 - 2017年4月22日 J2第9節 東京ヴェルディ戦 (味の素スタジアム)
- Jリーグ初得点 - 2017年5月7日 J2第12節 ロアッソ熊本戦 (えがお健康スタジアム)

## 代表歴
- 世代別韓国代表
  - 2006年　U-12韓国代表
  - 2007年　U-13韓国代表
  - 2008年　U-14韓国代表
  - 2009年　U-15韓国代表
  - 2010年　U-16韓国代表
  - 2012年　U-18韓国代表
- 韓国大学選抜
  - 2015年　日韓デンソーカップ
  - 2016年　日韓デンソーカップ（キャプテン）